# حمشو
حمدشو  قرية سوريّة تتبع إداريّاً لمحافظة حلب منطقة عفرين ناحية راجو، بلغ تعداد سكانها 525 نسمة حسب التعداد السكاني لعام 2004.